# Ellen Van Loy
Pour les articles homonymes, voir Van Loy.
Ellen Van Loy, née le 16 septembre 1980 à Herentals est une coureuse cycliste belge, spécialisée dans le cyclo-cross.

## Palmarès en cyclo-cross
- 2009-2010
  - 3e du championnat de Belgique de cyclo-cross
- 2011-2012
  - Rijkevorsel
- 2012-2013
  - Mol
  - Cauberg Cyclo-Cross, Fauquemont-sur-Gueule
  - 2e du championnat de Belgique de cyclo-cross
  - 3e du Trophée Banque Bpost
  - 5e du championnat d'Europe de cyclo-cross
  - 9e du championnat du monde de cyclo-cross
- 2013-2014
  - 2e du championnat de Belgique de cyclo-cross
  - 5e du championnat d'Europe de cyclo-cross
  - 6e de la Coupe du monde
- 2014-2015
  - Classement général du Trophée Banque Bpost
  - QianSen Trophy Cyclocross - Yanqing Station
  - Kiremko Nacht van Woerden
  - 2e de la Coupe du monde
  - 2e du championnat de Belgique de cyclo-cross
  - 8e du championnat du monde de cyclo-cross
- 2015-2016
  - Superprestige #6, Diegem
  - Niels Albert CX, Boom
  - The Cycle-Smart International #1, Northampton
  - 5e du championnat d'Europe de cyclo-cross
- 2016-2017
  - Berencross, Meulebeke
  - 2e du championnat de Belgique de cyclo-cross
  - 4e de la Coupe du monde
  - 8e du championnat du monde de cyclo-cross
- 2017-2018
  - Superprestige #5, Gavere
  - SOUDAL Classics - GP Neerpelt
  - 2e du championnat de Belgique de cyclo-cross
  - 7e du championnat d'Europe de cyclo-cross
  - 8e de la Coupe du monde
- 2018-2019
  - SOUDAL Classics Hasselt, Hasselt
  - 5e du championnat d'Europe de cyclo-cross
  - 10e du championnat du monde de cyclo-cross
- 2019-2020
  - 3e du championnat de Belgique de cyclo-cross
  - 8e du championnat du monde de cyclo-cross
  - 10e du championnat d'Europe de cyclo-cross
- 2020-2021
  - 10e du championnat d'Europe de cyclo-cross